# Allium hoffmanii
Allium hoffmanii, llamada en inglésbeegum onion, es una especie de planta bulbosa geófita del género Allium, perteneciente a la familia de las amarilidáceas, del orden de las Asparagales. Es originaria de América del Norte

## Descripción
Allium hoffmanii es endémica en el norte de California, donde crece en los suelos de serpentina de las montañas locales.
Esta cebolla crece con un tallo corto de hasta 10 centímetros de altura de un bulbo de color marrón o rojizo que mide de uno o dos centímetros de largo. En general, tiene una sola hoja que puede ser más larga que el tronco. La inflorescencia está densamente cubierta de hasta 40 flores, cada una con alrededor de un centímetro de largo y de color rosa o púrpura con vetas de color verdoso.

## Taxonomía
Allium hoffmanii fue descrita por  Francis Marion Ownbey y publicado en Plant Life 28: 63, en el año 1972.
Etimología
Allium: nombre genérico muy antiguo. Las plantas de este género eran conocidos tanto por los romanos como por los griegos. Sin embargo, parece que el término tiene un origen celta y significa "quemar", en referencia al fuerte olor acre de la planta. Uno de los primeros en utilizar este nombre para fines botánicos fue el naturalista francés Joseph Pitton de Tournefort (1656-1708).
hoffmanii: epíteto